# Omar Bongo

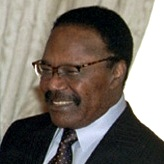
Omar Bongo (2001)

Omar Bongo Ondimba, ursprünglich Albert-Bernard Bongo (* 30. Dezember 1935 in Lewai, dem heutigen Bongoville; † 8. Juni 2009 in Barcelona, Spanien) war ein gabunischer Politiker. Nachdem er verschiedene Ministerien geleitet hatte, war er von 1967 bis zu seinem Tod Staatspräsident. Seine 41 Jahre und 193 Tage währende Amtszeit gehört – ab dem 20. Jahrhundert – zu den längsten aller Staatsoberhäupter und zur längsten einer Staatsform, die keine Monarchie ist.

## Leben

### Frühe Jahre
Bongo gehörte der Minderheit der Bateke an. Er besuchte eine Handelsschule und studierte an der Technischen Hochschule von Brazzaville. Nach dem Studium war er im Verwaltungsdienst tätig, bis er 1954 für sechs Jahre in den Dienst der französischen Luftwaffe trat.

### Politiker
Nach der Unabhängigkeit Gabuns 1960 wurde er Außenminister unter dem ersten Präsidenten der Republik Léon M’ba. Bis 1966 bekleidete er verschiedene Ämter in der Regierung M’bas: Bis 1964 war er Kabinettschef, anschließend Verteidigungsminister. 1966 wurde er zusätzlich Informationsminister und Regierungskommissar beim Gerichtshof für Staatssicherheit. Im November 1966 wurde er zum Vizepräsidenten ernannt.

### Präsident

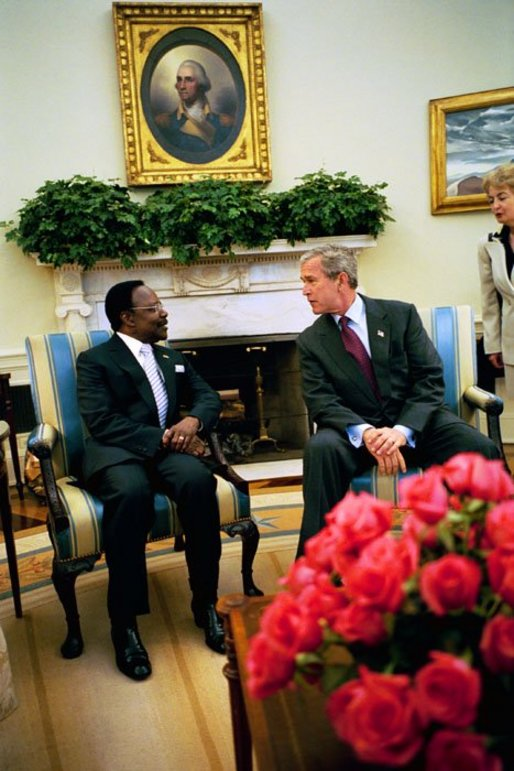
George W. Bush bespricht sich 2004 mit Omar Bongo im Oval Office

Nach dem Tod von Léon M’ba am 28. November 1967 folgte ihm Bongo als Präsident. Die Einheitspartei Parti Démocratique Gabonais (PDG) stellte bei allen Wahlen zwischen 1967 und 1985 sämtliche Abgeordneten. Bongos Politik war seitdem in Wirtschaftsfragen liberal und innenpolitisch autoritär. Seine Wiederwahl am 25. Februar 1973 erfolgte mit 99,6 Prozent der Stimmen, ein ähnliches Ergebnis brachten die Präsidentschaftswahlen vom 30. Dezember 1979 und 9. November 1986.
Außenpolitisch lehnte er sich eng an Frankreich an, pflegte aber auch gute Beziehungen zur arabischen Welt. Von 1999 bis 2001 vermittelte er zwischen den Konfliktparteien im Bürgerkrieg in der Demokratischen Republik Kongo. Ende der 1990er Jahre war der ehemalige Pressesprecher von John F. Kennedy, Pierre Salinger für Bongos Öffentlichkeitsarbeit in den USA tätig.
1990 erschütterten schwere Unruhen die Republik, was Bongo dazu bewog, die Einparteienherrschaft aufzuheben. Seine Partei konnte auch bei den seitdem abgehaltenen Parlamentswahlen die Mehrheit behaupten. Am 5. Dezember 1993 setzte er sich bei den ersten frei genannten Präsidentschaftswahlen mit 51,2 Prozent durch. Bei der Wahl am 12. Dezember 1998 wurde er mit 66,88 Prozent bestätigt, wobei die Opposition der Regierung allerdings massive Wahlmanipulation vorwarf. Zuletzt gewann die PDG mit Bongo an der Spitze im Dezember 2001 mit 86 von 120 Sitzen die absolute Mehrheit. Eine Verfassungsänderung im Jahr 2003 hob die Beschränkung der Amtszeit des Präsidenten auf, sodass Bongo bei den kommenden Wahlen wieder kandidieren konnte. Eine weitere Gesetzesänderung sah nun vor, dass der Kandidat mit einfacher Mehrheit, also den meisten Stimmen im ersten Wahlgang, die Wahl gewinnt. Angesichts der zersplitterten Opposition im Land verbesserte dies die Chancen auf eine Wiederwahl Bongos. Am 1. Oktober 2005 gab er seine Kandidatur bekannt und fünf Tage später wurde der Termin für die Wahlen auf den 27. November 2005 festgelegt, wobei Angehörige der Sicherheitskräfte zwei Tage früher abstimmten. Bongo wurde mit 79,2 Prozent für weitere sieben Jahre im Amt bestätigt. Sein Hauptkontrahent Pierre Mamboundou erreichte mit 13,6 Prozent wie 1998 den zweiten Platz.

#### Deutschlandbesuch 2005
Am 15. Juni 2005 empfing der damalige deutsche Bundeskanzler Gerhard Schröder Omar Bongo im Berliner Bundeskanzleramt. Bei dem Treffen ging es vor allem um die Lage in der Region sowie die Ausgestaltung der wirtschaftlichen Zusammenarbeit. Das Gespräch fand laut Presseticker des Kanzleramtes in „einer sehr konstruktiven Atmosphäre“ statt. In dem Gespräch kam ebenfalls die Reform der Vereinten Nationen zur Sprache. Bongo versicherte, die Vorschläge der Bundesregierung zu unterstützen.

### Privates
1973 konvertierte Bongo zum Islam und nannte sich von nun an Omar Bongo bzw. nach seiner Wallfahrt (Haddsch) nach Mekka El Hadj Omar Bongo. 2003 änderte er seinen Namen in Omar Bongo Ondimba.
Bongo war in den Korruptionsskandal um den französischen Ölkonzern Elf Aquitaine (→ Alfred Sirven) verwickelt. Über Jahre hinweg soll er hohe Provisionen erhalten haben. Er galt als eines der reichsten Staatsoberhäupter weltweit. Laut einem Bericht der New York Post wurde sein Vermögen nach seinem Tod an 53 Erben vermacht. Außerdem habe er 30 Kinder gehabt.
Verheiratet war Bongo seit 1990 mit Édith Lucie Bongo Ondimba, einer Tochter des Präsidenten der Republik Kongo Denis Sassou-Nguesso. Am 14. März 2009 verstarb sie an einer unbekannten Krankheit.
Sein Sohn Ali Bongo Ondimba (* 1959) aus der 1986 geschiedenen Ehe mit Patience Dabany amtierte von 1989 bis 1991 als Außenminister und war seit 1999 Verteidigungsminister, bis er nach den Präsidentschaftswahlen vom 30. August 2009 zum Wahlsieger erklärt und damit Nachfolger seines Vaters Omar Bongo wurde.
Die Tochter Albertine Amissa Bongo (* 1964) verstarb 1993. Nach ihr ließ Bongo das erstmals 2006 ausgetragene Straßenradrennen La Tropicale Amissa Bongo Ondimba benennen.
Ferner hatte Bongo mit Marie-Madeleine Mborantsuo zwei Kinder.

## Tod
Nachdem am 7. Juni 2009 der Tod Bongos durch verschiedene Medien bekannt gegeben wurde, wurde zunächst das Ableben des Politikers am Vormittag des 8. Juni 2009 durch Regierungsmitglieder von Gabun dementiert. Am Nachmittag des 8. Juni 2009 jedoch wurde von Premierminister Jean Eyeghe Ndong offiziell der Tod durch Herzversagen in einer Klinik in Barcelona bestätigt. Am 10. Juni 2009 wurde die Präsidentin des Senats, Rose Francine Rogombé als Interimspräsidentin vereidigt. Nach der Verfassung muss innerhalb von 45 Tagen die Wahl eines neuen Präsidenten erfolgen.

## Kontroverse
Der Tod des gabunischen Präsidenten Omar Bongo Ondimba hat in Frankreich eine Diskussion über die wirtschaftliche und politische Verflechtung beider Staaten ausgelöst. Der ehemalige französische Präsident Jacques Chirac habe sich seinen Präsidentschaftswahlkampf 1981 von Bongo finanzieren lassen, warf Chiracs Vorgänger Valéry Giscard d’Estaing seinem damaligen Rivalen vor.